# Río Ijuí
El río Ijuí es un río brasileño del estado de Río Grande del Sur. Es un afluente del río Uruguay, que se dirige a la cuenca Platina y de ahí, al océano Atlántico. 